# Премия Европейской киноакадемии 2007
European Film Awards 2007 — премия Европейской киноакадемии (нем. Europaischer Filmpreis).

## Лауреаты и номинанты Премии Европейской киноакадемии 2007

### Лучший фильм
- 4 месяца, 3 недели и 2 дня, режиссёр Кристиан Мунджиу
- Королева, режиссёр Стивен Фрирз
- Жизнь в розовом цвете, режиссёр Оливье Даан
- Последний король Шотландии, режиссёр Кевин МакДональд
- Персеполис, режиссёр Венсан Паронно и Маржан Сатрапи
- На краю рая, режиссёр Фатих Акин

### Лучшая мужская роль
- Сассон Габай — Визит оркестра
- Бен Уишоу — Парфюмер: История одного убийцы
- Джеймс Макэвой — Последний король Шотландии
- Мишель Пикколи — Всё ещё красавица
- Мики Манойлович — Ирина Палм сделает это лучше
- Элио Джермано — Мой брат – единственный ребёнок в семье

### Лучшая женская роль
- Хелен Миррен — Королева
- Кэрис ван Хаутен — Чёрная книга
- Марион Котийяр — Жизнь в розовом цвете
- Ксения Раппопорт — Незнакомка
- Марианна Фэйтфулл — Ирина Палм сделает это лучше
- Анамария Маринка — 4 месяца, 3 недели и 2 дня

### Лучший режиссёр
- Кристиан Мунджиу — 4 месяца, 3 недели и 2 дня
- Стивен Фрирз — Королева
- Рой Андерссон — Ты, живущий
- Кевин МакДональд — Последний король Шотландии
- Джузеппе Торнаторе — Незнакомка
- Фатих Акин — На краю рая

### Европейское открытие года
- Эран Колирин — Визит оркестра

### Лучшая работа сценариста
- Фатих Акин — На краю рая
- Питер Морган — Королева
- Кристиан Мунджиу — 4 месяца, 3 недели и 2 дня
- Эран Колирин — Визит оркестра

### Лучшая операторская работа
- Франк Грибе — Парфюмер: История одного убийцы
- Энтони Дод Мэнтл — Последний король Шотландии
- Михаил Кричман — Изгнание
- Фабио Замарион — Незнакомка

### Лучший композитор
- Александр Деспла — Королева
- Том Тыквер, Джонни Клаймек и Райнхольд Хайль — Парфюмер: История одного убийцы
- Алекс Хеффес — Последний король Шотландии
- Деян Пейович — Буча в Гуче

### Награда Prix d’Excellence
- Ули Ханиш[1] — Парфюмер: История одного убийцы
- Франческа Сартори[1] — Капитан Алатристе
- Дидье Лавернь[2] — Жизнь в розовом цвете
- Люсия Зуччетти[3] — Королева
- Аннетт Фокс, Джордж Хоне, Робин Пол и Андреас Руфт[4] — Четыре минуты

### Лучший документальный фильм
- Раскалённые угли не завернёшь в бумагу, режиссёр Ритхи Пань
- На пределе, режиссёр Пепе Данкарт
- Белорусский вальс, режиссёр Анджей Фидык
- Вечность, режиссёр Хедди Хонигманн
- Эхо дома, режиссёр Стефан Швитерт
- Девятизвездочный отель, режиссёр Идо Хаар
- Монастырь, режиссёр Пернилле Роза Гронкхер
- Развод по Албански, режиссёр Адела Пеева
- Ou est l’amour dans la palmeraie?, режиссёр Жером Ле Маире
- Meragel Ha-Shampaniya, режиссёр Надав Ширман

### Лучший короткометражный фильм
- Роды, режиссёр Eduardo Chapero-Jackson
- Папа, режиссёр Дэниел Маллой
- Мечты и желания – семейные узы, режиссёр Джоэнна Куинн
- Точка невозвращения, режиссёр Николас Провост
- Гнилое яблоко, режиссёр Ралица Петрова
- Сальвадор (история каждодневного чуда), режиссёр Хвида
- Мягкий, режиссёр Саймон Эллис
- Томми, режиссёр Оле Гьявер
- Le diner, режиссёр Сесиль Вернант
- Kwiz, режиссёр Рено Каллебо
- Amin, режиссёр Давид Дуса
- Adjustment, режиссёр Йен Маккиннон
- Tokyo Jim, режиссёр Джэми Рафн

### За европейский вклад в мировое кино
- Михаэль Балльхаус

### Приз международной ассоциации кинокритиков (ФИПРЕССИ)
- Сердца, режиссёр Ален Рене,  Франция

### Премия Eurimages
- Маргарет Менегоз и Файт Хайдушка

### Почётная награда
- Мануэл де Оливейра

### За творчество в целом
- Жан-Люк Годар,  Франция

### Приз зрительских симпатий за лучший европейский фильм
- Незнакомка, режиссёр Джузеппе Торнаторе
- Я обслуживал английского короля, режиссёр Иржи Менцель
- Чёрная книга, режиссёр Пол Верховен
- Капитан Алатристе, режиссёр Агустин Диас Янес
- Парфюмер: История одного убийцы, режиссёр Том Тыквер
- Королева, режиссёр Стивен Фрирз
- Жизнь в розовом цвете, режиссёр Оливье Даан
- Последний король Шотландии, режиссёр Кевин МакДональд
- 12:08 к востоку от Бухареста, режиссёр Корнелиу Порумбойю
- Реприза, режиссёр Хоаким Триер
- Два дня в Париже, режиссёр Жюли Дельпи